# Alexandru Papiu Ilarian Főgimnázium
A marosvásárhelyi Alexandru Papiu Ilarian Főgimnázium (románul: Colegiul Național Alexandru Papiu Ilarian) egy nyolc évfolyamos elméleti líceum, ahol jelenleg román és német nyelven folyik az oktatás. Az épületet a 20. század elején építették a magyar Felsőtagozatos Leányiskola számára, a román hatalomátvétel után itt működött a két világháború közötti Maros megye első román tannyelvű középiskolája. 1940–1944 között az épületet a magyar Kereskedelmi Iskola használta, majd ismét a román fiúlíceum. 1960 és 2005 között magyar oktatási nyelvű osztályai is voltak. A megye egyik legerősebb középiskolájaként tartják számon, diákjai számos versenyen értek el kiemelkedő teljesítményt.

## Története
A helyi tanács 1911 elején döntötte el, hogy új épületet emeltet az 1908-ban alapított Felsőtagozatos Leányiskola számára. 1912 tavaszán a város telket vásárolt a Bem téren (ma Bernády György tér), a Radó Sándor által tervezett szecessziós stílusú épületet 1912–1913 között emelte a budapesti Grünwald és Schiffer cég. A tanítás 1913 őszén indult, az intézmény első igazgatója Szerény Károly; a háború kitörése miatt azonban az épület csak rövid ideig töltötte be eredeti szerepét, 1916–1918 között hadikórházként működött. A román hatalomátvétel után a megye új prefektusa szemet vetett az impozáns épületre és 1919 februárjában kinevezte az akkor megalakuló, Alexandru Papiu Ilarian forradalmárról elnevezett román tannyelvű hat osztályos vegyes líceum székhelyének, a tanítás pedig október elején kezdődött. Mivel az iskolaépület a város tulajdonát képezte, az állam általi kisajátítása törvénytelen volt, és ez több éves jogi huzavonát eredményezett. A helyzetet 1923-ban Emil Dandea román polgármester úgy oldotta meg, hogy megkérte az általa kinevezett vezető testületet, hogy engedjék át az iskolát a román államnak.
Az első évfolyam hat osztálya 238 tanulót számlált, az újonnan alapított román tanintézményt pedig I. Ferdinánd román király és Miron Cristea pátriárka is meglátogatta. Az 1921–1922-es tanévben a lányokat a volt Kereskedelmi Fiúiskola épületébe költöztették, így a Papiu fiúlíceummá alakult. 1923-ban nyolcosztályos gimnáziummá bővítették. Első igazgatója Petru Hetcou filológus volt, a következő évtizedben pedig tíz különböző igazgató váltotta egymást. A tanulók többsége román volt, bár más nemzetiségűek is jártak ide; egy időszakban a diákok negyedét zsidók tették ki. A második emeleten egy ideig bentlakás és étkezde is működött. 1930 decemberében az épület előtt felavatták Alexandru Papiu Ilarian mellszobrát.
1940–1944 között Marosvásárhely ismét Magyarország részét képezte, az épületet a magyar Kereskedelmi Iskola és Tanítóképző használta, a Papiu líceum a szoborral együtt Nagyenyedre költözött. 1944 végén a románok ismét átvették, az iskola pedig Állami Román Fiúlíceum néven működött tovább. Az 1948-as kommunista hatalomátvétel után elméleti fiúiskolából vegyes (koedukált) szakiskolává alakult 1-es számú Líceum néven. 1951–1956 között az épületben működött a Fémipari és Energetikai Szakmai Iskola is, mely aztán beleolvadt a Dózsa utcai Fémipari Iskolába (ma Avram Iancu szakközépiskola). 1957-ben, a kommunizmus enyhülésével visszakapta a Papiu Ilarian nevet, a mellszobor pedig visszakerült az épület elé.
1960-ban létrehozták a magyar nyelvű tagozatot, a Bolyai Farkas Líceum néhány osztályának áthelyezésével. 1999-ben megkapta a főgimnázium (colegiu național) minősítést. 2002-től nem indítottak több magyar osztályt a Papiuban, így 2005-re megszűnt a magyar nyelvű oktatás (hasonlóképpen a Bolyaiban megszűnt a román nyelvű oktatás). 2019-ben az épület elől kivágták a fákat, a hangulatos színekre festett homlokzatot pedig jellegtelen sárgára mázolták, beleértve a domborműveket és egyéb díszítéseket is.

## Leírása
Az iskolaépület Radó Sándor utolsó fontosabb középülete és legkiforrottabb alkotása; díszítése néhány motívum (levélfüzéres keretelésű medalionok, középvolutába átmenő pajzsdíszes pillérfők) ötletgazdag módosításaiból született. A homlokzat tizenhárom tengelyes, stilizált oszlop- és pilaszterfőkkel, zománcbevonatú kerámiaszalagokkal; a bejárati részt egy gazdag formavilágú öttengelyes rizalit hangsúlyozza, közepén oszlopokkal határolt kapucsarnokkal illetve fülkékkel, az első emeleti erkélyek felett puttódíszes vörös műkő domborművekkel. A szimmetrikus mellékhomlokzatok visszafogottabban ismétlik és ellenpontozzák az előbbi műrészleteket. A hátsó, udvar felőli homlokzatot a középső tömb uralja.
A négyszintes iskola 60 méter hosszú, 45 méter széles, és 112 helyiséget foglal magába. Az épület alaprajza a századforduló iskoláira jellemző E forma, melyen a középtömböt két helyiségtraktus kapcsolja az oldalszárnyakhoz, két belső udvart hozva létre. A főbejárat mögött díszes előcsarnok, a középtömb első emeletén díszterem nyert elhelyezést. A díszterem azon kevés helyiségek egyike, melyek eredeti állapotukban maradtak fenn az első világháború előtti időből. Eredeti, a Monarchia idejéből származó elemeket őriz még az igazgatói iroda (íróasztal, szekrény), az amfiteátrum, és néhány laboratórium. A romániai műemlékek jegyzékében az MS-II-m-A-15478 sorszámon szerepel.
Működésének első száz évében közel 20 000 tanuló végzett a Papiuban. Jelenleg nyolc évfolyamos gimnázium, román és német tannyelvű osztályokkal. A megye egyik legerősebb középiskolájaként tartják számon, diákjai számos versenyen értek el kiemelkedő teljesítményt. Minden év őszén megrendezik a Papiu Napokat, egy ünnepséggel záruló rendezvénysorozatot, mely keretében több vetélkedőt és tudományos diákköri értekezlet tartanak.
A Papiu kiemelkedő tanárai és diákjai voltak: Antalffy Endre nyelvész, Ovidiu Papadima irodalomtörténész, Alexandru Clenciu grafikus, Constantin Silvestri karmester, Ioan Gliga költő, Ion Horea író, Ion Vlad irodalomkritikus, Frunda György ügyvéd, Bölöni László labdarúgó.

### Képek

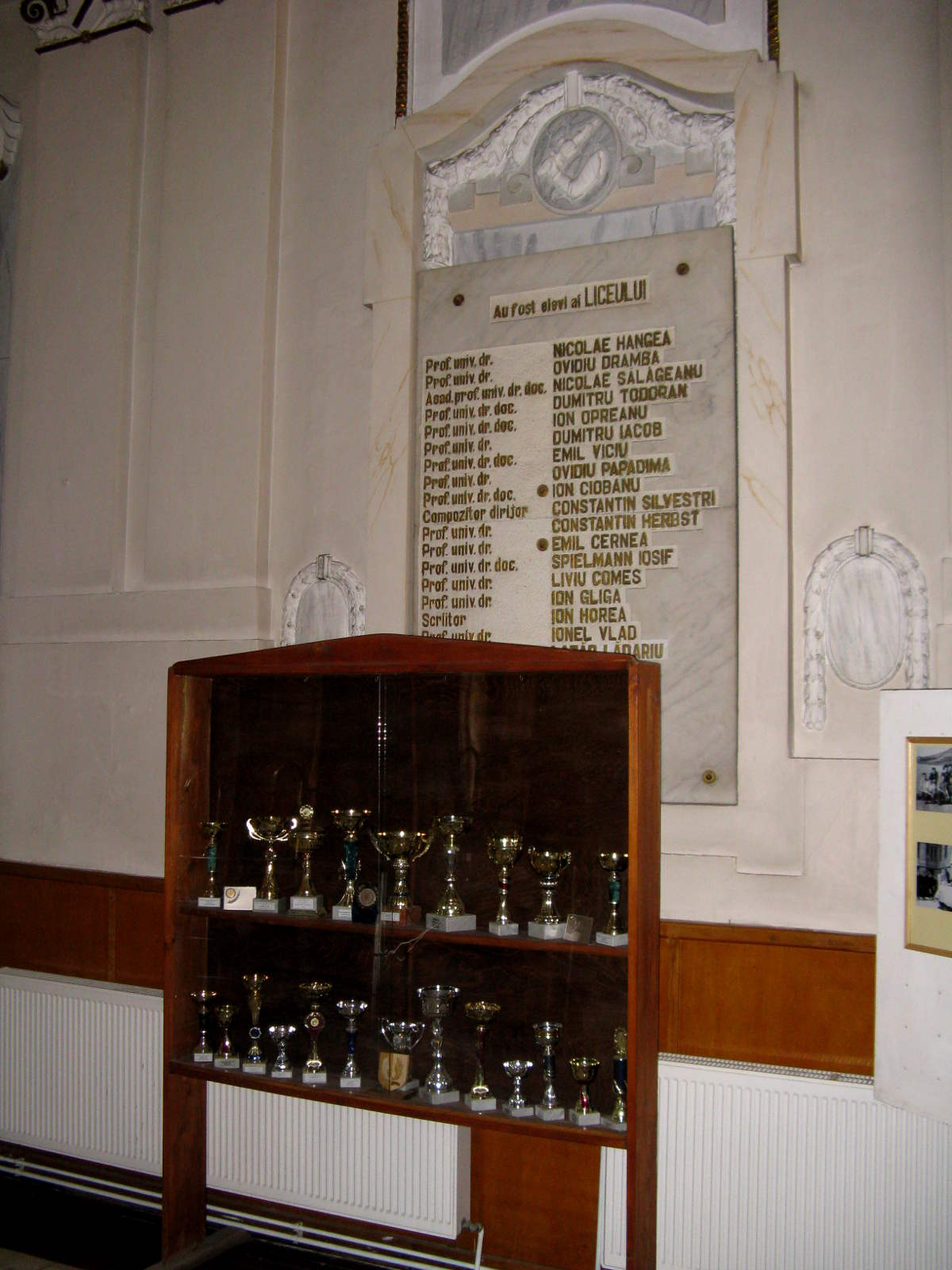
Díjak, híres tanulók